# Garfield, az életművész
A Garfield, az életművész, RTL-es szinkronban: Garfield és barátai: Az illemtanoda (eredeti cím: Garfield Gets a Life) 1991-ben  bemutatott amerikai televíziós rajzfilm, amely a Garfield-sorozat tizenkettedik és egyben utolsó része. Az animációs játékfilm rendezője John Sparey, producere Phil Roman. A forgatókönyvet Jim Davis írta, a zenéjét David Benoit és Desirée Goyette szerezte. A tévéfilm a Film Roman Productions gyártásában készült.
Amerikában 1991. május 8-án a CBS sugározta. Magyarországon két szinkronos változat is készült belőle, amelyekből az elsőt az MTV2-n 1993. április 2-án, a másodikat az RTL Klubon 2010. november 6-án vetítették le a televízióban.

## Szereplők
| Szereplő           | Eredeti hang  | Magyar hang            | Magyar hang       |
| Szereplő           | Eredeti hang  | MTV2 (1993)            | RTL Klub (2010)   |
| ------------------ | ------------- | ---------------------- | ----------------- |
| Garfield           | Lorenzo Music | Kerekes József         | Kerekes József    |
| Jon Arbuckle       | Thom Huge     | Pusztaszeri Kornél     | Czvetkó Sándor    |
| Mona               | June Foray    | Papp Ágnes             | Andrádi Zsanett   |
| Videó kölcsönző nő | June Foray    | Koffler Gizi           | Sipos Eszter Anna |
| Lorenzo            | Frank Welker  | Sinkovits-Vitay András | Magyar Bálint     |
| Gengszter a TV-ben | Frank Welker  | Balázsi Gyula          | Katona Zoltán     |
| Recepciós          | Julie Payne   | Kertész Zsuzsa         | Mezei Kitty       |
| Odie (Ubul)        | Gregg Berger  | Szűcs Sándor           | saját hangján     |
| TV-bemondó         | Gregg Berger  | Szokol Péter           | Juhász Zoltán     |

## Szinkronstábok
| Beosztás              | 1993                                | 2010             |
| --------------------- | ----------------------------------- | ---------------- |
| Felolvasó             | Kertész Zsuzsa                      | Korbuly Péter    |
| Magyar szöveg         | Bálint Ágnes                        | Borsiczky Péter  |
| Hangmérnök            | Solymosi Ákos                       | Hidvégi Csaba    |
| Rendezőasszisztens    | Rónai Rita                          | Száz Andrea      |
| Vágó                  | –                                   | Horváth István   |
| Gyártásvezető         | Vácz Zsuzsanna                      | Mészáros Szilvia |
| Technikai munkatársak | Áhel László Katona István           | –                |
| Szinkronrendező       | Szalay Éva                          | Ullmann Gábor    |
| Producer              | –                                   | Kovács Zsolt     |
| Szinkronstúdió        | Syinthrate                          | Szinkron Systems |
| Közreműködő           | Demjén Imre vállalkozása Viton Kft. | –                |
| Megrendelő            | MTV2                                | RTL Klub         |

## Betétdalok
| Dal                    | Előadó                    |
| ---------------------- | ------------------------- |
| Monday Morning Blues   | B. B. King                |
| Get Your Self the Life | B. B. King                |
| Shake Your Paw         | Lou Rawls The Temptations |